# اچ‌ام‌اس مونتکلیر (اف۸۵)
اچ‌ام‌اس مونتکلیر (اف۸۵) (به انگلیسی: HMS Montclare (F85)) یک کشتی است که طول آن ۵۷۰ فوت (۱۷۰ متر) می‌باشد. این کشتی در سال ۱۹۲۱ ساخته شد.